# Міста Південного Судану

Основні міста Південного Судану

Південний Судан — республіка в центральній Африці зі столицею в місті Джуба. Поділяється на десять штатів, кожен з яких має свій адміністративний центр в найважливішову місті штату.
Найбільші міста країни: Джуба, Вау, Єй, Малакал, Румбек.

## Список міст

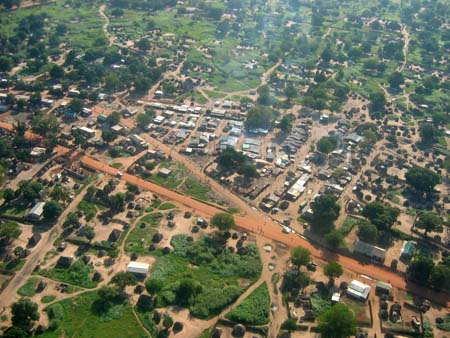
Джуба

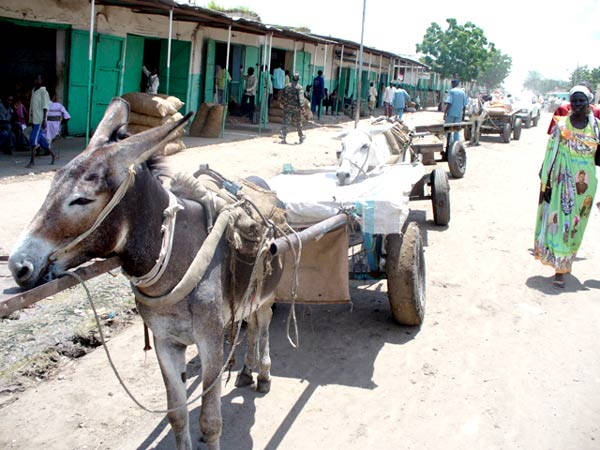
Малакал

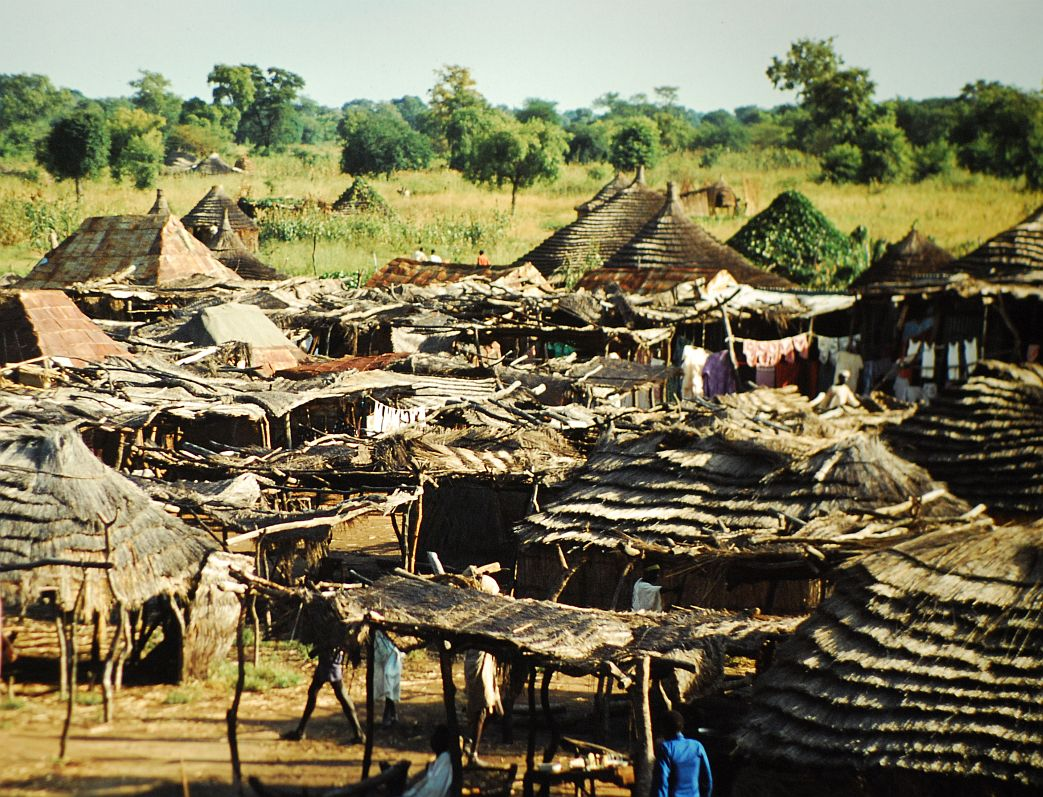
Вау

| Місто      | Місцева назва                      | Штат                      | Населення |
| ---------- | ---------------------------------- | ------------------------- | --------- |
| Авейль     | -{أويل}-, -{Aweil}-                | Північний Бахр-ель-Газаль | 40 054    |
| Бентіу     | -{بانتيو}-, -{Bentiu}-             | Ель-Вахда                 | 6 508     |
| Бор        | -{بور}-, -{Bor}-                   | Джонглей                  | 21 362    |
| Вау        | -{واو}-, -{Wau}-, -{Waw}-, -{Wow}- | Західний Бахр-ель-Газаль  | 136 932   |
| Вараб      | -{واراب}-, -{Warrap}-              | Вараб                     | 10 000    |
| Гогріал    | -{Qaqriyal}-, -{Gogrial}-          | Вараб                     | 33 129    |
| Ямбіо      | -{يامبيو}-, -{Yambio}-             | Західна Екваторія         | 31 586    |
| Єй         | -{Yei}-                            | Центральна Екваторія      | 171 412   |
| Їрол       | -{Yirol}-                          | Озерний                   | 8 890     |
| Каго Каджу | -{Kago Kaju}-                      | Центральна Екваторія      | без даних |
| Капоета    | -{كبويتا}-, -{Kapoeta}-            | Східна Екваторія          | 6 308     |
| Кваджок    | -{Kuajok}-, -{Kwajok}-             | Вараб                     | 1 000     |
| Малакал    | -{ملكال}-, -{Malakal}-             | Верхній Ніл               | 165 637   |
| Мариді     | -{Maridi}-                         | Західна Екваторія         | 11 090    |
| Насір      | -{الناصر}-,‎ -{Nasir}-              | Верхній Ніл               | 20 000    |
| Німуле     | -{Nimule}-                         | Східна Екваторія          | 45 000    |
| Пачела     | -{باتشيللا}-, -{Pachella}-         | Джонглей                  | без даних |
| Пібор-Пост | -{بيبور}-, -{Pibor Post}-          | Джонглей                  | без даних |
| Рага       | -{راجا}-, -{Raga}-                 | Західний Бахр-ель-Газаль  | 18 970    |
| Ренк       | -{الرنك}-, -{Renk}-                | Верхній Ніл               | 20 428    |
| Румбек     | -{رمبيك}-, -{Rumbek}-              | Озерний                   | 100 000   |
| Тонг       | -{Tong}-                           | Джонглей                  | без даних |
| Тондж      | -{Tonj}-                           | Вараб                     | 17 338    |
| Торит      | -{Torit}-                          | Східна Екваторія          | 17 957    |
| Тумбура    | -{Tumbura}-                        | Західна Екваторія         | 7 436     |
| Джуба      | -{جوبا}-, -{Juba}-                 | Центральна Екваторія      | 172 730   |